# Liczba diastazowa
Liczba diastazowa – parametr określający aktywność enzymów zawartych w miodzie (głównie α-amylazy i inwertazy dostającej się do miodu z organizmów pszczół, nektaru lub spadzi). Jest ona wyrażana jako liczba cm3 1% roztworu skrobi zhydrolizowanego w czasie 1 godziny przez enzymy obecne w 1g miodu w temperaturze 40±0,2 °C.
Liczba diastazowa w miodzie według skali Schade nie powinna wynosić mniej niż 8. W miodach akacjowych i rzepakowych wartość ta może wynosić od 10 do 15, natomiast w miodach lipowych, gryczanych oraz spadziowych – od 28 do 30.
Zbyt niska liczba diastazowa może oznaczać, że miód był podgrzewany w temperaturze powyżej 40 °C (np. w celu zwiększenia klarowności), co mogło spowodować inaktywację enzymów. Może ona świadczyć również o zafałszowaniu miodu sacharozą.

## Zasada oznaczenia
Liczbę diastazową oznacza się metodą fotometryczną. Oznaczenie polega na rozkładzie określonej ilości skrobi przez α-amylazę znajdującą się w miodzie i wywołaniu zabarwienia (najczęściej roztworem jodu). Następnie mierzy się absorbancję powstałych kompleksów przy długości fali 620nm.